# Чибит (приток Большой Сумульты)
Чибит — река в Республике Алтай России. Устье реки находится в 54 км по левому берегу реки Большая Сумульта. Длина реки составляет 20 км. Высота устья — 1019 м над уровнем моря.

## Данные водного реестра
По данным государственного водного реестра России относится к Верхнеобскому бассейновому округу, водохозяйственный участок реки — Катунь, речной подбассейн реки — Бия и Катунь. Речной бассейн реки — (Верхняя) Обь до впадения Иртыша.